# 安坚寺
安坚寺，位于中华人民共和国山西省大同市广灵县加斗乡东留疃村，已列为山西省文物保护单位。

## 保护
2016年6月6日，安坚寺由山西省人民政府公布为第五批山西省文物保护单位，编号5-39。